# RPCS3
RPCS3 це вільне та відкрите програмне забезпечення в розробці, емулятор ігрової консолі і налагоджувач для Sony PlayStation 3. Він був розроблений з використанням C++ і використовує OpenGL, Vulkan та DirectX 12 для рендерингу. На даний момент емулятор підтримує операційні системи Windows, Linux та FreeBSD, даючи змогу запускати ігри та програми розроблені для PlayStation 3 на персональному комп'ютері.
Станом на 29 листопада 2018 року, Опублікований розробниками список сумісності містить 1098 ігор які позначені як "іграбельні" та 1397 ігор як "в-грі" , всього в списку 3093 гри.

## Розробка
RPCS3 був створений 23 травня 2011 програмістами DH і Hykem. Розробники спочатку використовували Google Code для свого проекту, але згодом перейшли на GitHub 27 серпня 2013 року. Станом на Вересень 2011 року емулятор був здатен запускати прості homebrew проекти. Перша публічна версія була випущена в червні 2012 року як v0.0.0.2. Актуальною на даний момент версією є v0.0.5, яка була випущена в Лютому 2018 року.

## Системні вимоги
Певні системні вимоги повинні виконуватись для того щоб емулятор працював. Станом на Грудень 2018 року, користувачі повинні використовувати 64-бітну версію Windows 7, Windows 8 (або Windows 8.1), Windows 10 або сучасний дистрибутив Linux або BSD.Необхідно мати як мінімум 2 гігабайти оперативної пам'яті, X86-64 процесор і відеокарта що підтримує a OpenGL 4.3.Підтримка Vulkan і DirectX 12 також наявна, і відеокарта яка підтримує Vulkan є рекомендованою. Для того щоб запустити емулятор необхідними є, Microsoft Visual C++ 2017 redistributable (для Windows), прошивка PlayStation 3 і самі ігри або додатки які користувач збирається емулювати. Так як ігри і додатки можуть бути встановлені на емульовану PS3, вимоги до простору залежать від того що встановлено.

## Важливі нововведення
9 лютого 2017 року, RPCS3 отримав першу реалізацію PPU Thread Scheduler. 16 лютого 2017 року, RPCS3 отримав здатність встановлювати офіційну прошивку PlayStation 3 прямо в свою файлову систему. В Травні 2017 року введення підтримки Vulkan API привело до збільшення продуктивності емулятора близьке до 400%, даючи певним іграм статус "іграбельних".

## Сприйняття
В березні 2014 року, Віл'ям Ушер з Cinema Blend написав  "Багато гравців вважали що складність архітектури PlayStation 3 не дозволить нормальної емуляції". В березні 2014 року,
Еліо Косьо з Eurogamer написав "Емуляція, навіть на такій ранній стадії, було справжнім досягненням , враховуючи складність апаратної частини PS3."

### DMCAзаява Atlus
RPCS3 отримав значну увагу від ЗМІ в квітні 2017 року за його здатність емулювати Persona 5, досягаючи іграбельності до виходу гри поза Японією . У вересні 2017 року, розробник Persona  Atlus 
видала сповіщення про видалення DMCA проти сторінки RPCS3 на Patreon. Це було вмотивовано тим що ця сторінка містила багато згадок про прогресс емуляції Persona 5. Однак, єдина дія з боку розробників RPCS3 було видалення всіх згадок Persona 5 з їх сторінки.

## Дивись також
- Список емуляторів гральних консолей